# لئوپولدین کونستانتین
لئوپولدین کونستانتین (انگلیسی: Leopoldine Konstantin; ۱۲ مارس ۱۸۸۶ – ۱۴ دسامبر ۱۹۶۵) یک هنرپیشه اهل اتریش بود.
از فیلم‌ها یا برنامه‌های تلویزیونی که وی در آن نقش داشته‌است می‌توان به بدنام اشاره کرد.

## نگارخانه

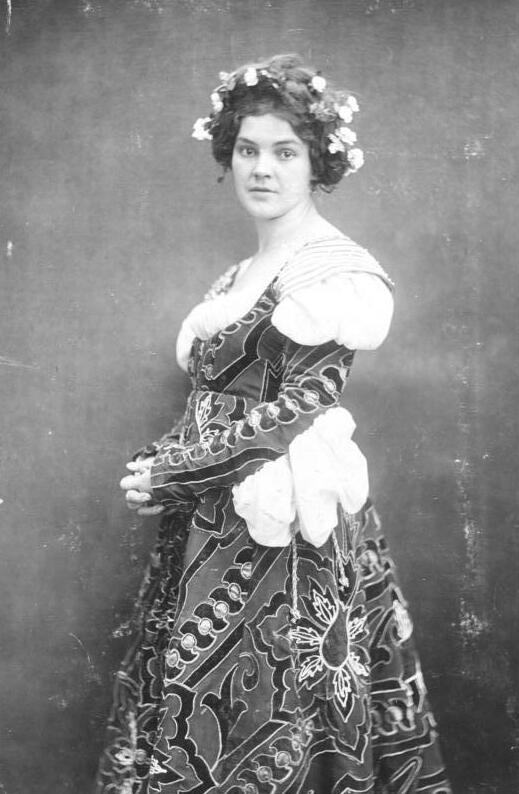
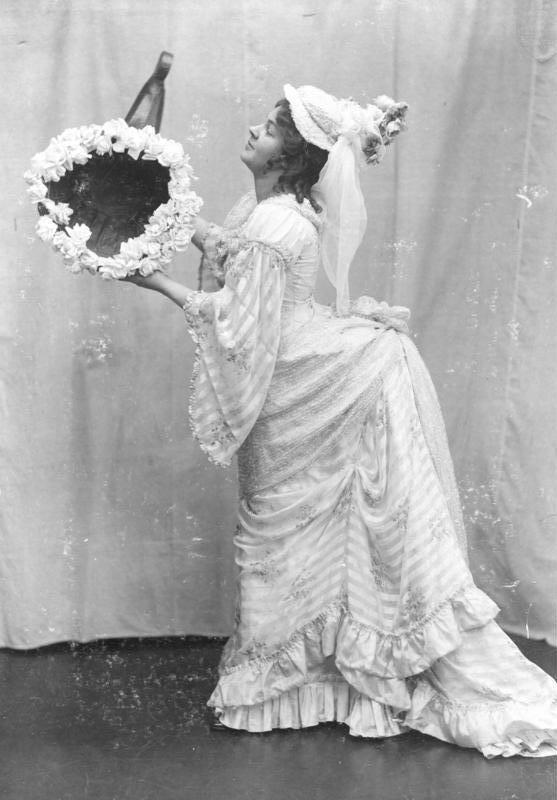
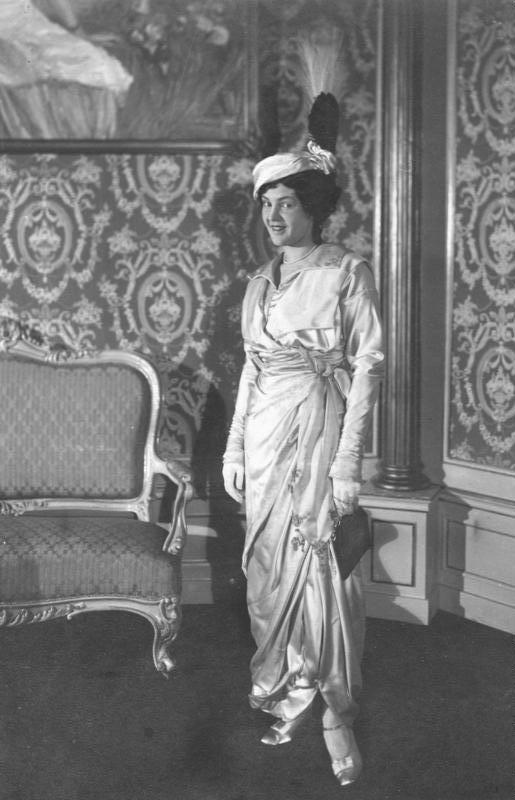
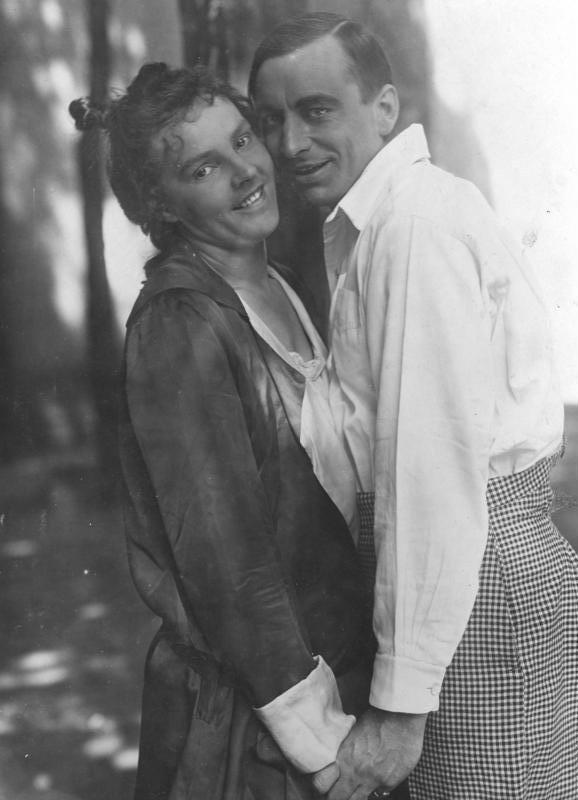